# 國歌少年
國歌少年，或稱君之代少年（日语：君が代少年），是指於1935年新竹台中州大地震罹難的台灣籍少年詹德坤。根據該地震其他生還者描述，詹德坤曾於臨終前大聲吟誦日本國歌《君之代》。此吟誦國歌的情景後來經過改寫，發表於當時日本國官方教科書《國語三》，隨即被台灣總督府作為皇民化教育的典範。
然而依據學者陳其澎在事發當地苗栗縣公館鄉石圍墻庄所作田野調查的訪問結果，地方耆老懷疑該故事真實性。

## 簡介

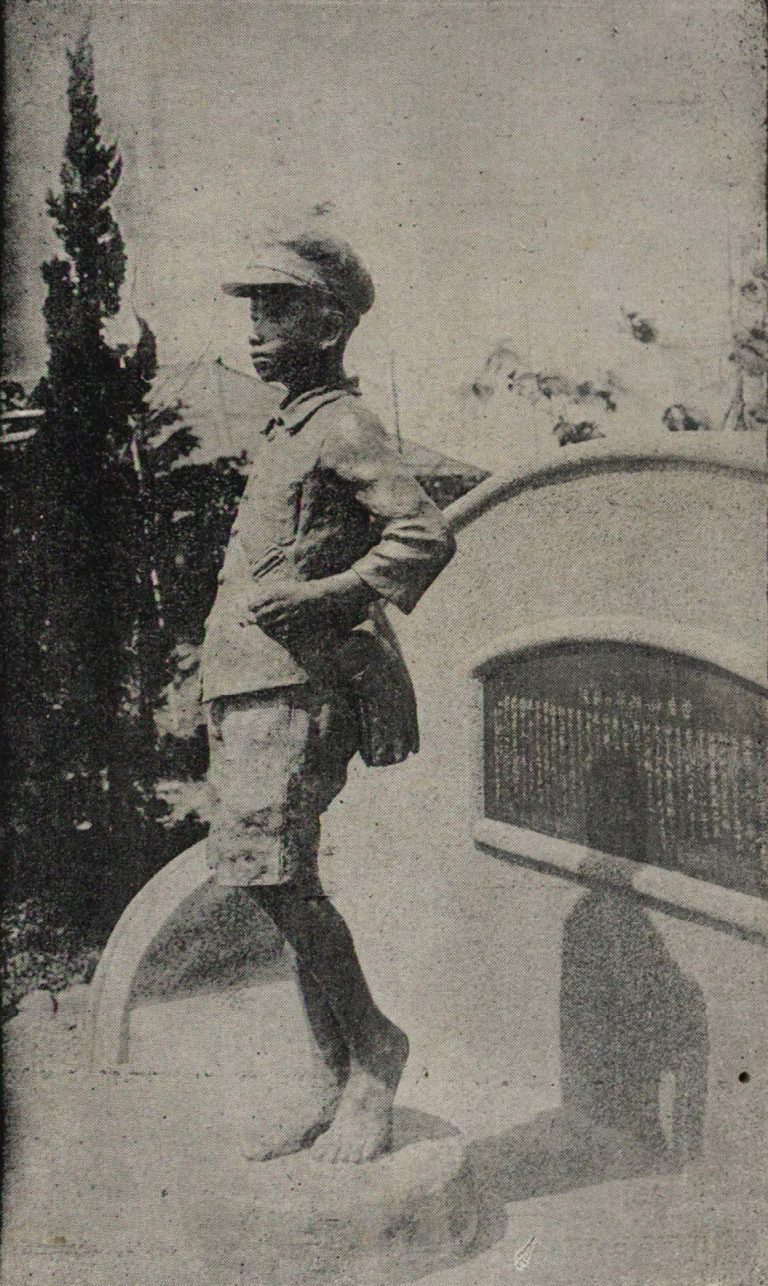
國歌少年銅像側面

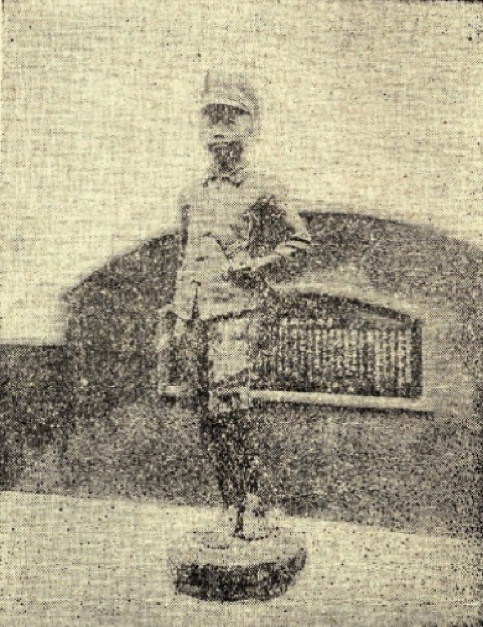
國歌少年銅像正面

1935年4月21日，發生新竹台中州大地震，災情之慘重名列日治時期各地震第一。而新竹州轄下的苗栗郡公館庄（今苗栗縣公館鄉）亦受波及。其中，就讀公館公學校三年級的十歲少年詹德坤被頹圮的家屋壓成重傷。經震災救援人士營救後，轉送「福基臨時收容所」搶救；後因傷勢嚴重，再轉送苗栗醫院。4月23日，詹德坤傷重不治。
事後依據當時該地震生還者公館公學校校長橋邊一好描述，詹德坤在就醫過程中，只說國語（日本語）堅持不說臺灣語（臺灣客語），且於彌留期間大聲吟誦日本國歌《君之代》。此一事蹟經橋邊一好層層上報後，受到台灣總督府明令表揚。日本政府不但隨即於該鄉設立「君之代少年銅像」（今苗栗縣公館國民小學對面的五福公園內），也將此事蹟編入日本本土及其統治區的義務教育學校的教科書。而描繪詹德坤彌留的該教科書內文，主要內容則著重於他演唱國歌的情景：
「过了不久，詹德坤說：爸爸，我要唱《君之代》。詹德坤閉上眼睛，好像在思考什麼似的，不一下子，他吸一口氣，沉靜地唱出：『君之華年，千代，八千代』，此時，詹德坤全心而唱的歌聲，令病房内的人都情不自禁地用心听着。『小哉，石兮』聲音雖微弱，但德坤仍清楚地繼續唱著。病房里不时传出哭泣声。『茁然成巖，苔生方亟』快要結束時，聲音逐漸變弱。但是德坤完美地唱完整首歌。這天早晨，唱完君之代的詹德坤，在父母和眾人含淚的守護中，安詳的長眠了。」
-{「それからしばらくして、少年はいひました。

『おとうさん、君が代をうたひます。』

少年は、ちょっと目をつぶって、何か考へてゐるやうでしたが、やがて息を深く吸って、静かに歌ひだしました。

　　きみがよは

　　ちよに

　　やちよに

徳坤が心をこめて歌ふ聲は、同じ病室にゐる人たちの心に、しみこむやうに聞えました。

　　さざれ

　　いしの

小さいながら、はっきりと歌つづいて行きます。あちこちに、すすり泣きの聲が起りました。

　　いはほとなりて

　　こけの

　　むすまで

終りに近くなると、聲はだんだん細くなりました。でも、最後まで、立派に歌ひ通しました。

君が代を歌ひ終った徳坤は、その朝、父と、母と、人々の涙にみまもられながら、やすらかに長い眠りつきました。」}-

## 後續
因為轉寫描繪深刻，該內容之後於日本本土流傳，教科書內文主角詹德坤化為「促成全國兒童奮起」的教材。除此，另外於華北、滿洲、馬來亞、香港、新加坡等殖民地，則被充當「皇民化」模範。不僅如此，拍攝為教育影片的該事蹟，更成為日後對台徵兵的口號。因此，台灣軍出現了所謂「吾等君之代少年」或「吾等君之代青年」之「榮譽」稱號。
然而依據學者陳其澎在田野過程的訪問結果，事發當地的耆老對懷疑該故事真實性，其中有人更認為此故事「是橋邊校長一手編導出來的」。
戰後日本政府建立的銅像被拆除，其家人將銅像取回後變賣換取抽水機。